# 완도초등학교
완도초등학교는 대한민국 전라남도 완도군 완도읍 군내리에 있는 공립 초등학교이다.

## 학교 연혁
- 1906년 11월 21일 사립육영학교(3년제)
- 1910년 6월 24일 완도육영보통학교(4년제)
- 1911년 6월 22일 완도공립보통학교(명칭 변경)
- 1938년 4월 1일 완도동공립심상소학교로 개칭
- 1941년 4월 1일 완도동공립국민학교로 개칭
- 1947년 12월 31일 완도동국민학교로 개칭
- 1955년 12월 31일 완도국민학교로 개칭
- 1961년 3월 5일 완도서국민학교 분리 개교(6학급)
- 1985년 6월 4일 완도북국민학교 분리 개교(12학급)
- 1994년 3월 1일 완도서국민학교, 구계분교장으로 격하 편입
- 1996년 3월 1일 완도초등학교로 개칭
- 1997년 9월 1일 구계분교장 폐교
- 2006년 11월 4일 개교 100주년 기념 행사
- 2017년 2월 14일 제106회 졸업식
- 2017년 3월 1일 제25대 김희준 교장 부임

## 학교 상징
- 교화 - 철쭉(협동, 정직, 번창) : 철쭉과의 넓은 잎 갈잎 떨기 나무로, 5월에 빨강, 분홍색 꽃이 피고 열매는 10월에 익는다. 정원수로 심기도 하고 조각 재료로 쓰인다. 한국, 일본, 중국 등에 분포한다.
- 교목 - 동백(평등, 매력, 기다림) : 천연기념물 제45호(완도읍 죽청리 동백수림)로 지정된 곳을 비롯 완도군 전 지역에 분포 군생하고 있으며 동백나무는 전북 고창, 전남 해남, 완도, 강진, 여수, 광양, 경남 거제, 남해안 지역과 제주도 등지에서 자라는 상록활엽 소교목이다. 꽃의 형태, 색, 잎에 변이가 많고 관상용으로 쓰이며, 종자는 약용으로 쓰인다.
- 교색 - 녹색(안정, 건강, 깨끗함) : 색의 삼원색 파랑, 노랑의 중간색(간색)이자 빨강, 노랑과 함께 빛의 삼원색이다. 색상은 따뜻하지도 차갑지도 않은 중성이며 명도 5, 채도 8이다.
- 상징 - 완둥이 : 완도의 상징을 학교의 상징과 결합하여 심미성을 추구함을 물론 진취적인 완도초등학교의 '완동이'들의 감성·지성·꿈을 함께 가꾸는 행복한 학교를 나타내고자 한다.

## 참고 자료
- 완도초등학교 - 한국교육학술정보원 학교알리미